# كورتيس لي
كورتيس لي (بالإنجليزية: Curtis Lee)‏ هو ملحن وكاتب أغاني وموسيقي ومغني أمريكي، ولد في 28 أكتوبر 1939 في يوما في الولايات المتحدة، وتوفي بنفس المكان في 8 يناير 2015.

## وصلات خارجية
- كورتيس لي على موقع IMDb (الإنجليزية)
- كورتيس لي على موقع ميوزك برينز (الإنجليزية)
- كورتيس لي على موقع أول ميوزيك (الإنجليزية)
- كورتيس لي على موقع ديسكوغز (الإنجليزية)